# スティーブン・ライディングス
スティーブン・トーマス・ライディングズ（Stephen Thomas Ridings 1995年8月14日 - ）は、アメリカ合衆国ニューヨーク州コマック出身のプロ野球選手。(投手）。MLBのロサンゼルス・ドジャース傘下所属。右投右打。

## 経歴

### プロ入りとカブス傘下時代
2016年のMLBドラフト8巡目（全体254位）でシカゴ・カブスに指名されプロ入り。 
2017年にルーキー級（アリゾナリーグ）のアリゾナリーグ・カブスでデビュー。12試合に登板し、0勝2敗、防御率4.09の成績だった。
2018年はショートシーズンA級のユージーン・エメラルズで22試合に登板し、3勝3敗、防御率4.15の成績だった。

### ロイヤルズ傘下時代
2019年3月9日にドニー・デウィースとの交換トレードでカンザスシティ・ロイヤルズに移籍した。このこの年はルーキー級アイダホフォールズ・チュカーズで13試合に登板し、4勝3敗、防御率5.91という成績をだった。
2020年11月4日にFAとなった。

### ヤンキース時代
2021年の1月18日にニューヨーク・ヤンキースとマイナー契約を結んだ。AA級サマセット・ペイトリオッツでは14試合に登板して4勝0敗、防御率0.47と圧倒的な成績を残し、7月6日にAAA級スクラントン・ウィルクスバリ・レイルライダースに昇格。7月21日にはルイス・ギルとレジー・マクレーンと継投でノーヒットノーランを達成した。8月3日のボルチモア・オリオールズ戦でメジャーデビューを果たし、3人と対戦し1安打無失点に抑えた。この試合は先発のルイス・ギル、リリーフのブロディ・コーナーもデビューを果たし、ヤンキースで1試合に3人の投手がデビューしたのは1950年9月26日以来2回目となった。8月17日にAAA級に降格した。この年はメジャーで5試合に登板して、0勝0敗、防御率1.80という成績だった。
2022年は右肩を負傷し、9月にAAA級とAA級で各1試合に登板するにとどまった。

### メッツ傘下時代
2022年11月15日にウェイバー公示を経てニューヨーク・メッツに移籍した。
2023年はA級セントルーシー・メッツで3試合、AAA級シラキュース・メッツで11試合に登板したが、7月19日に40人枠から外れて7月30日に自由契約となった。

### 独立リーグ時代
2024年7月7日にアメリカ独立リーグであるアトランティックリーグのハイポイント・ロッカーズと契約した。ここでは9試合（うち先発7試合）に登板し、1勝0敗、防御率3.06を記録した。

### ドジャース傘下時代
2025年1月25日にロサンゼルス・ドジャースとマイナー契約を結んだ。

## 人物
2020年はマイナーリーグの試合が開催されなかったため、スポーツ用品を販売したり、フロリダ州ランタナにあるパームビーチ海事大学で代用教師として化学を教えることで生計を立てていた。  

## 投球スタイル
| 球種         | 割合 | 平均球速 | 平均球速 | 最高球速 | 最高球速 |
| 球種         | %    | mph      | km/h     | mph      | km/h     |
| シンカー     | 39.2 | 97.2     | 156.4    | 100.9    | 162.4    |
| フォーシーム | 35.1 | 96.8     | 155.8    | 100.2    | 161.3    |
| スライダー   | 25.7 | 85.7     | 137.9    | 87.7     | 141.1    |

最速100.9mph（約162.4km/h）の速球が投球の約75％を占めるパワーピッチャー。変化球はスライダーがある。

## 詳細情報
| 年 度    | 球 団    | 登 板 | 先 発 | 完 投 | 完 封 | 無 四 球 | 勝 利 | 敗 戦 | セ 丨 ブ | ホ 丨 ル ド | 勝 率 | 打 者 | 投 球 回 | 被 安 打 | 被 本 塁 打 | 与 四 球 | 敬 遠 | 与 死 球 | 奪 三 振 | 暴 投 | ボ 丨 ク | 失 点 | 自 責 点 | 防 御 率 | W H I P |
| -------- | -------- | ----- | ----- | ----- | ----- | -------- | ----- | ----- | -------- | ----------- | ----- | ----- | -------- | -------- | ----------- | -------- | ----- | -------- | -------- | ----- | -------- | ----- | -------- | -------- | ------- |
| 2021     | NYY      | 5     | 0     | 0     | 0     | 0        | 0     | 0     | 0        | 1           | ----  | 20    | 5.0      | 4        | 0           | 2        | 0     | 0        | 7        | 0     | 0        | 2     | 1        | 1.80     | 1.20    |
| MLB：1年 | MLB：1年 | 5     | 0     | 0     | 0     | 0        | 0     | 0     | 0        | 1           | ----  | 20    | 5.0      | 4        | 0           | 2        | 0     | 0        | 7        | 0     | 0        | 2     | 1        | 1.80     | 1.20    |

- 2021年度シーズン終了時

### 背番号
- 70（2021年）